# Aenictogiton sulcatus
Aenictogiton sulcatus é uma espécie de inseto do gênero Aenictogiton, pertencente à família Formicidae.